# Dar Williams
Dorothy Snowden Williams, detta Dar (Mount Kisco, 19 aprile 1967), è una cantautrice statunitense.

## Biografia
Originaria dello Stato di New York, nel 1990 si è trasferita a Boston (Massachusetts) per lavorare nel mondo del teatro, ma dopo aver iniziato a scrivere canzoni e registrare delle demo, ha intrapreso la carriera musicale incidendo delle cassette nei primi anni '90.
Nel 1995 ha pubblicato il suo primo album ufficiale, The Honesty Room. Ha duettato con Joan Baez nell'album dal vivo Ring Them Bells (1995). Nel 1996 è uscito il suo primo disco per la Razor & Tie (Mortal City). Nel 1998 ha collaborato alla realizzazione dell'album Cry Cry Cry insieme a Richard Shindell e Lucy Kaplansky. Negli anni 2000 ha continuato a produrre numerosi lavori con la Razor & Tie, tra cui due album live.

## Discografia
- 1990 - I Have No History (cassetta)
- 1991 - All My Heroes Are Dead (cassetta)
- 1995 - The Honesty Room
- 1996 - The Christians and the Pagans (EP)
- 1996 - As Cool As I Am (EP)
- 1996 - Mortal City
- 1997 - End of the Summer
- 1998 - Cry Cry Cry (con Richard Shindell e Lucy Kaplansky)
- 2000 - The Green World
- 2001 - Out There Live
- 2003 - The Beauty of the Rain
- 2005 - My Better Self
- 2007 - Live at Bearsville Theater
- 2008 - Promised Land
- 2008 - It's Alright (EP)
- 2010 - Many Great Companions
- 2012 - In the Time of Gods
- 2015 - Emerald
- 2021 - I'll Meet You Here